# Trigonoptera acuminata
Trigonoptera acuminata är en skalbaggsart som beskrevs av J. Linsley Gressitt 1984. Trigonoptera acuminata ingår i släktet Trigonoptera och familjen långhorningar.
Artens utbredningsområde är Irian Jaya. Inga underarter finns listade i Catalogue of Life.